# Жерсон Вієйра
Жерсон Фрага Вієйра (порт.-браз. Gérson Fraga Vieira; нар. 4 жовтня 1992, Порту-Алегрі, Бразилія) — бразильський футболіст, опорний півзахисник та центральний захисник клубу Прем'єр-ліги Гонконгу «Тай По».

## Клубна кар'єра
Народився в Порту-Алегрі, у 8-річному віці Жерсон Вієйра приєднався до академії «Греміо». 17 січня 2012 року відданий в оренду «Осте» для участі в Лізі Пауліста. 8 січня 2013 року під час передсезонної підготовки підвищений до основної команди. Однак він не зміг закріпитися в першій команді, і незабаром у ЗМІ виникли припущення про те, що він приєднається в оренду до клубу другого французького дивізіону «Анже».
13 грудня 2013 року Жерсон Вієйра відданий в оренду «Ред Булл Бразіл» для виступів у Лізі Пуалісти 2014. 20 квітня відзначився своїм першим голом за клуб у переможному (3:2) матчі проти «Ріо-Бранку». 28 липня 2014 року переїхав за кордон і відправився в оренду до уругвайського клубу «Атенас». 10 липня 2015 року Жерсон знову перейшов в оренду до «Ред Булл Бразіл».
Жерсон Вієйра вирішив змінити клуб і країну, 28 червня 2016 року приєднався до представника індійської Суперліги «Мумбай Сіті». Відзначився голом у програному (2:3) півфінальному поєдинку проти АТК. Після закінчення сезону повернувся на батьківщину і в січні 2017 року приєднався до «Атлетіко Тубарао». 28 липня «Мумбаї Сіті» оголосив про повернення гравця на сезон 2017/18 років. У п'яти матчах протягом вище вказаного сезону виводив команду з капітанською пов'язкою, а головний тренер Алешандре Гімарайнс описав його як ключового гравця протягом двох сезонів. Після закінчення сезону розірвав контракт із клубом і 20 березня 2018 року перейшов до представника другого японського дивізіону «Ренофа Ямагуті».
30 липня 2018 року повернувся до Індії та приєднався до АТК. 10 листопада відзначився дебютним голом за АТК ударом головою на 82-й хвилині, в переможному (1:0) поєдинку проти «Пуне Сіті».
25 червня 2019 року приєднався до «Сімби» (Дар-ес-Салам), який виступав у Прем’єр-лізі Танзанії та Лізі чемпіонів КАФ.
У 2022 році повернувся до Індії та підписав контракт з клубом I-ліги ТРАУ, за який дебютував у чемпіонату 15 листопада в нічийному (1:1) матчі проти принципового суперника, «Айзаула».
1 вересня 2023 року приєднався до клубу Прем'єр-ліги Гонконгу «Тай По».

## Кар'єра в збірній
Жерсон виступав за збірну Бразилії на юнацькому рівні, де був капітаном команди. Згодом виграв Середземноморський міжнародний кубок у складі команд U-15 та U-17, а також нагороджений званням найкращий гравець Кубку Сендай 2009, який проходив у Японії. Виступав за юнацьку збірну Бразилії (U-17) на юнацькому (U-17) чемпіонаті світу 2009 року, за яку загалом зіграв 14 матчів. Грав разом з Неймаром, Філіппе Коутінью та Каземіро. Зі збірною Бразилії U-17 він виграв юнацький чемпіонат Південної Америки (U-17) 2009.

## Статистика виступів

### Клубна
Станом на 21 жовтня 2018 року
| Клуб                       | Сезон             | Ліга                | Ліга  | Ліга | Кубок | Кубок | Інші  | Інші | Загалом | Загалом |
| Клуб                       | Сезон             | Дивізіон            | Матчі | Голи | Матчі | Голи  | Матчі | Голи | Матчі   | Голи    |
| -------------------------- | ----------------- | ------------------- | ----- | ---- | ----- | ----- | ----- | ---- | ------- | ------- |
| «Греміо»                   | 2013              | Серія A             | 0     | 0    | 0     | 0     | 4     | 0    | 4       | 0       |
| «Оесте» (оренда)           | 2012              | Ліга Пауліста       | 0     | 0    | 0     | 0     | 2     | 0    | 2       | 0       |
| «Ред Булл Бразіл» (оренда) | 2014              | Серія D             | 0     | 0    | 0     | 0     | 8     | 1    | 8       | 1       |
| «Атенас» (оренда)          | 2014–15           | Прімера Дивізіон    | 26    | 1    | 0     | 0     | —     | —    | 26      | 1       |
| «Ред Булл Бразіл» (оренда) | 2015              | Серія D             | 8     | 0    | 0     | 0     | 0     | 0    | 8       | 0       |
| «Ред Булл Бразіл» (оренда) | 2016              | Серія D             | 0     | 0    | 1     | 0     | 2     | 0    | 3       | 0       |
| «Ред Булл Бразіл» (оренда) | Загалом           | Загалом             | 8     | 0    | 1     | 0     | 2     | 0    | 11      | 0       |
| «Мумбай Сіті»              | 2016              | Індійська Суперліга | 14    | 1    | —     | —     | —     | —    | 14      | 1       |
| «Атлетіко Тубарао»         | 2017              | Ліга Катаріненсе    | —     | —    | 0     | 0     | 14    | 1    | 14      | 1       |
| «Мумбай Сіті»              | 2017–18           | Індійська Суперліга | 17    | 0    | 0     | 0     | —     | —    | 17      | 0       |
| «Ренофа Ямагуті»           | 2018              | Джей-ліга 2         | 4     | 0    | 0     | 0     | —     | —    | 4       | 0       |
| АТК                        | 2018–19           | Індійська Суперліга | 4     | 0    | 0     | 0     | —     | —    | 4       | 0       |
| Усього за кар'єру          | Усього за кар'єру | Усього за кар'єру   | 73    | 2    | 1     | 0     | 30    | 2    | 104     | 4       |

1. ↑  Матчі в Лізі Гаушу
2. 1 2 3  Матчі в Лізі Пауліста